# Англосаксонская модель
Англосаксо́нская моде́ль — тип местного самоуправления, сложился в Великобритании. С XIX в. здесь утвердился принцип, согласно которому муниципальные органы могут совершать лишь те действия, которые им прямо разрешил закон, все иные считаются совершёнными с превышением полномочий и могут быть признаны судом неправомерными. Англосаксонская (классическая) модель получила распространение преимущественно в странах с одноимённой правовой системой: Великобритании, США, Канаде, Австралии, Новой Зеландии и др. Основными чертами этой модели являются:
- формальная автономия и самостоятельность местного самоуправления, отношения между центральной властью и местным самоуправлением определяются принципом «действовать в пределах предоставленных полномочий», ни одна государственная инстанция не вправе корректировать действия органов местного самоуправления или руководить ими, когда они занимаются вопросами своей исключительной компетенции;
- отсутствие прямого подчинения органов местного самоуправления нижнего звена органам местного самоуправления верхнего звена;
- контроль за органами местного самоуправления в основном косвенный: через финансирование их деятельности, посредством проводимых отраслевыми министерствами инспекционных проверок, путём принятия адаптивных законов в форме судебного контроля. Государство может лишь следить за тем, чтобы местные установления не нарушали общенациональное законодательство.

Важнейшую роль в англосаксонских моделях традиционно играет судебный контроль. Возможность обжаловать в суде любые акты местного самоуправления имеют как представители центральных государственных органов, так и жители муниципальных территорий, а у органов местного самоуправление и жителей есть право обжаловать действия центральных органов.
Такая организация муниципальной власти приводит к значительной децентрализации в управлении государством, участию населения в самоуправлении через различные формы прямой демократии (местные выборы, референдумы, собрания, сходы и др.). Главная роль в управлении местными делами принадлежит не столько органу местного самоуправления в целом, сколько формируемым депутатами этого органа профильным комитетам и комиссиям.